# Hemipenthes panfilovi
Hemipenthes panfilovi är en tvåvingeart som beskrevs av Zaitzev 1981. Hemipenthes panfilovi ingår i släktet Hemipenthes och familjen svävflugor. Inga underarter finns listade i Catalogue of Life.